# Kai Luehrs-Kaiser
Kai Luehrs-Kaiser (* 27. Juli 1961 in Bremen) ist ein deutscher Journalist. Er arbeitet als Autor, Musik- und Theaterkritiker sowie als Publizist.

## Biografie
Luehrs-Kaiser studierte Philosophie, Germanistik, Musik- und Religionswissenschaft an der Freien Universität Berlin. Er wurde 1999 mit der Arbeit Das Werden der Vergangenheit; Erläuterungen und Interpretationen zur Erinnerung als Erzählproblem bei Robert Musil, Heimito von Doderer und Hans Henny Jahnn promoviert.
Luehrs-Kaiser war Mitbegründer und von 1995 bis 2008 Vorsitzender der Heimito von Doderer-Gesellschaft. Seit 2008 ist er Ehrenvorsitzender der Gesellschaft. Er veröffentlichte zahlreiche Aufsätze und Bücher insbesondere zur österreichischen Literatur des 20. Jahrhunderts und arbeitet als Produzent und Regisseur von Hörbüchern sowie als freier Musik- und Theaterkritiker vor allem für die Tageszeitung Die Welt, Berliner Zeitung, für Spiegel Online, das Berliner Tip Magazin, die Schweizer SonntagsZeitung, die Fachzeitschriften Oper!, FonoForum, Rondo, Opernwelt und Musik & Theater.
Im Kulturradio des RBB betreute er von 2008 bis 2020 als Autor und Moderator die wöchentliche Sendung Musikstadt Berlin, seit 2020 die Dienstags-Ausgabe der Reihe "Meine Musik". Außerdem arbeitet er beim RBB als Musik- und Musiktheaterkritiker.
Luehrs-Kaiser lebt in Berlin und Wien.

## Werk

### Sammelbände
- Kai Luehrs[-Kaiser] (Hrsg.): „Excentrische Einsätze“: Studien und Essays zum Werk Heimito von Doderers. Berlin – New York: de Gruyter 1998 (ISBN 3-11-015198-7).
- Kai Luehrs-Kaiser/Gerald Sommer (Hrsgg.): „Flügel und Extreme“: Aspekte der geistigen Entwicklung Heimito von Doderers (Schriften der Heimito von Doderer-Gesellschaft; 1). Würzburg: Königshausen & Neumann 1999 (ISBN 3-8260-1514-2).
- Joachim Hoell/Kai Luehrs-Kaiser (Hrsgg.): Thomas Bernhard. Traditionen und Trabanten. Würzburg: Königshausen & Neumann 1999(ISBN 3-8260-1695-5).
- Gerald Sommer/Kai Luehrs-Kaiser (Hrsgg.): „Schüsse ins Finstere“: Zu Heimito von Doderers Kurzprosa (Schriften der Heimito von Doderer-Gesellschaft; 2). Würzburg: Königshausen & Neumann 2001 (ISBN 3-8260-2076-6).
- Ralph Kray/Kai Luehrs-Kaiser (Hrsgg.): Geschlossene Formen. Würzburg: Königshausen & Neumann 2005 (ISBN 3-8260-2722-1).
- Henner Löffler/Kai Luehrs-Kaiser (Hrsgg.): Dietrich Weber: Doderer-Miniaturen (Schriften der Heimito von Doderer-Gesellschaft; Sonderband 2). Würzburg: Königshausen & Neumann 2005 (ISBN 3-8260-3152-0).

### Hörbücher
- Thomas Bernhard: Der Stimmenimitator. Gelesen von Marianne Hoppe. Textauswahl u. Regie: Kai Luehrs-Kaiser. München: Der Hör-Verlag 1999 (ISBN 3-89584-749-6).
- Virginia Woolf: Mrs Dalloway. Gelesen von Angela Winkler. Textfassung u. Regie: Kai Luehrs-Kaiser. München: Der Hörverlag 2001 (ISBN 3-89584-547-7).
- Siri Hustvedt: Was ich liebte. Gelesen von Peter Fitz. Regie: Ralf Becher. Aus dem Amerikanischen von Uli Aumüller. Eingerichtet von Kai Luehrs-Kaiser. München: Der Hörverlag 2003 (ISBN 3-89940-192-1).